# Strandknölfly
Strandknölfly, Heliothis maritima, är en fjärilsart som först beskrevs av Graslin 1855.  Strandknölfly ingår i släktet Heliothis, och familjen nattflyn. Det är tveksamt om arten påträffats i Sverige.

## Bildgalleri

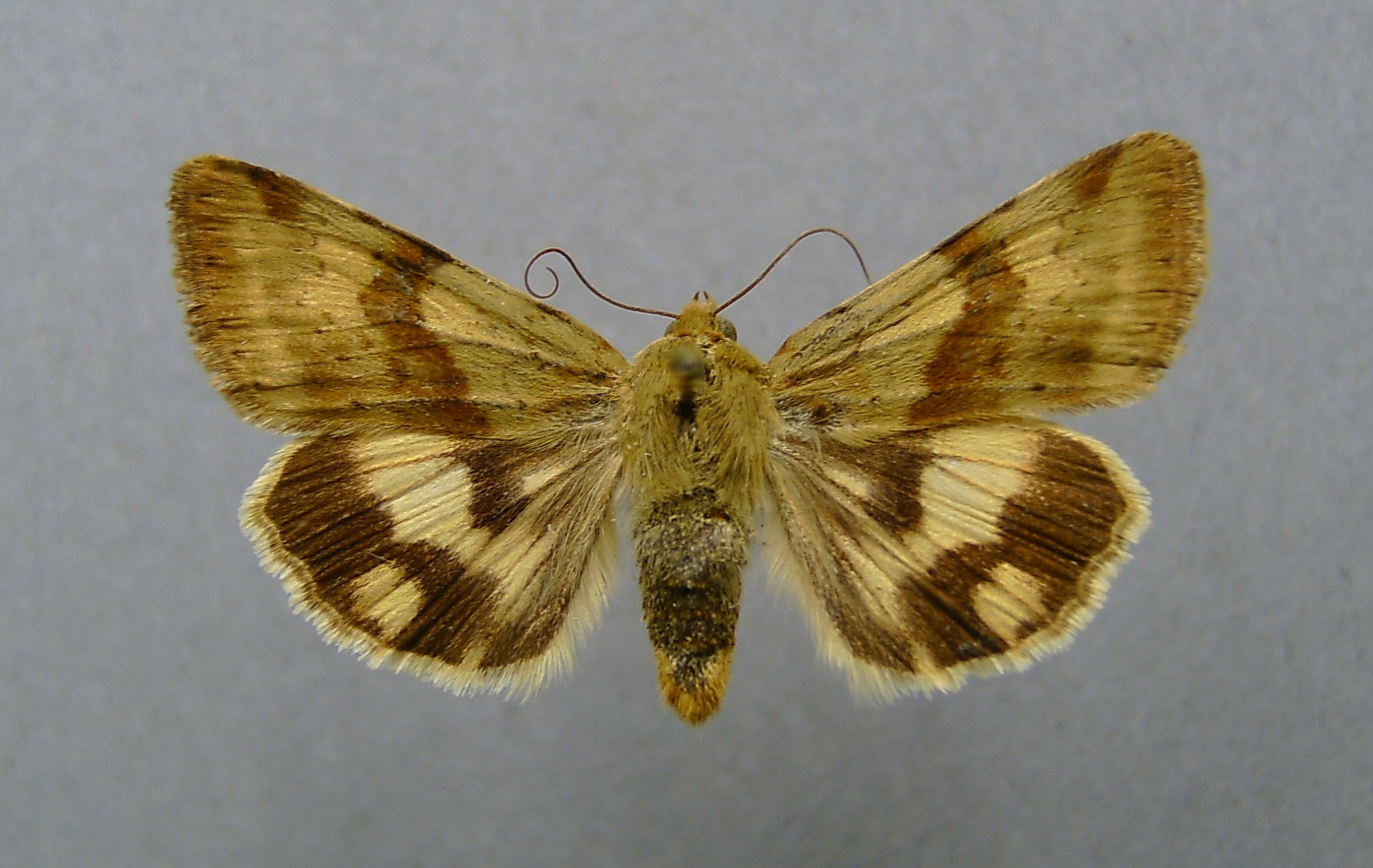